# (895) Гелио
(895) Гелио (лат. Helio) — довольно крупный тёмный астероид главного пояса астероидов, принадлежащий к спектральному классу В. Астероид был открыт 11 июля 1918 года немецким астрономом Максом Вольфом в Гейдельбергской обсерватории на юго-западе Германии и назван в честь химического элемента гелия.
 Согласно спектральной классификации Толена астероид относится к спектральному классу FCB, то есть проявляет признаки классов F, C, B.